# Ларссон, Пер-Эрик
Пер-Эрик Ларссон (швед. Per-Erik Larsson; 3 мая 1929 года, Мура — 31 мая 2008 года, Мура) — шведский лыжник, призёр Олимпийских игр, чемпион мира.

## Карьера
На Олимпийских играх 1956 года в Кортина-д’Ампеццо завоевал бронзу в эстафетной гонке, в которой бежал третий этап, приняв эстафету на 3-м месте он сохранил его к финишу этапа, бежавший на последнем этапе за Швецию Сикстен Йернберг сохранил 3-ю позицию и сборная Швеции получила бронзу. В личных гонках на той Олимпиаде стал 12-м в гонке на 15 км и 7-м в гонке на 30 км.
На Олимпийских играх 1960 года в Скво-Вэлли, занял 17-е место в гонке на 30 км.
За свою карьеру на чемпионатах мира завоевал две медали, обе в эстафетных гонках, золото на чемпионате 1958 года и бронзу на чемпионате 1954 года. Лучшим достижением на чемпионатах мира в личных гонках, являются для Ларссона 8-е места в гонках на 15 км на чемпионатах 1954 и 1958 годов.